# Freitagsmoschee von Jaunpur

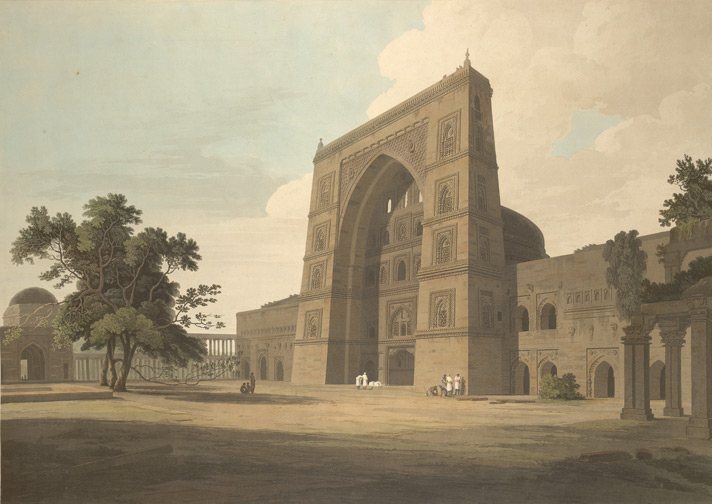
Freitagsmoschee (Jama Masjid) von Jaunpur (Aquatinta-Stich von 1802)

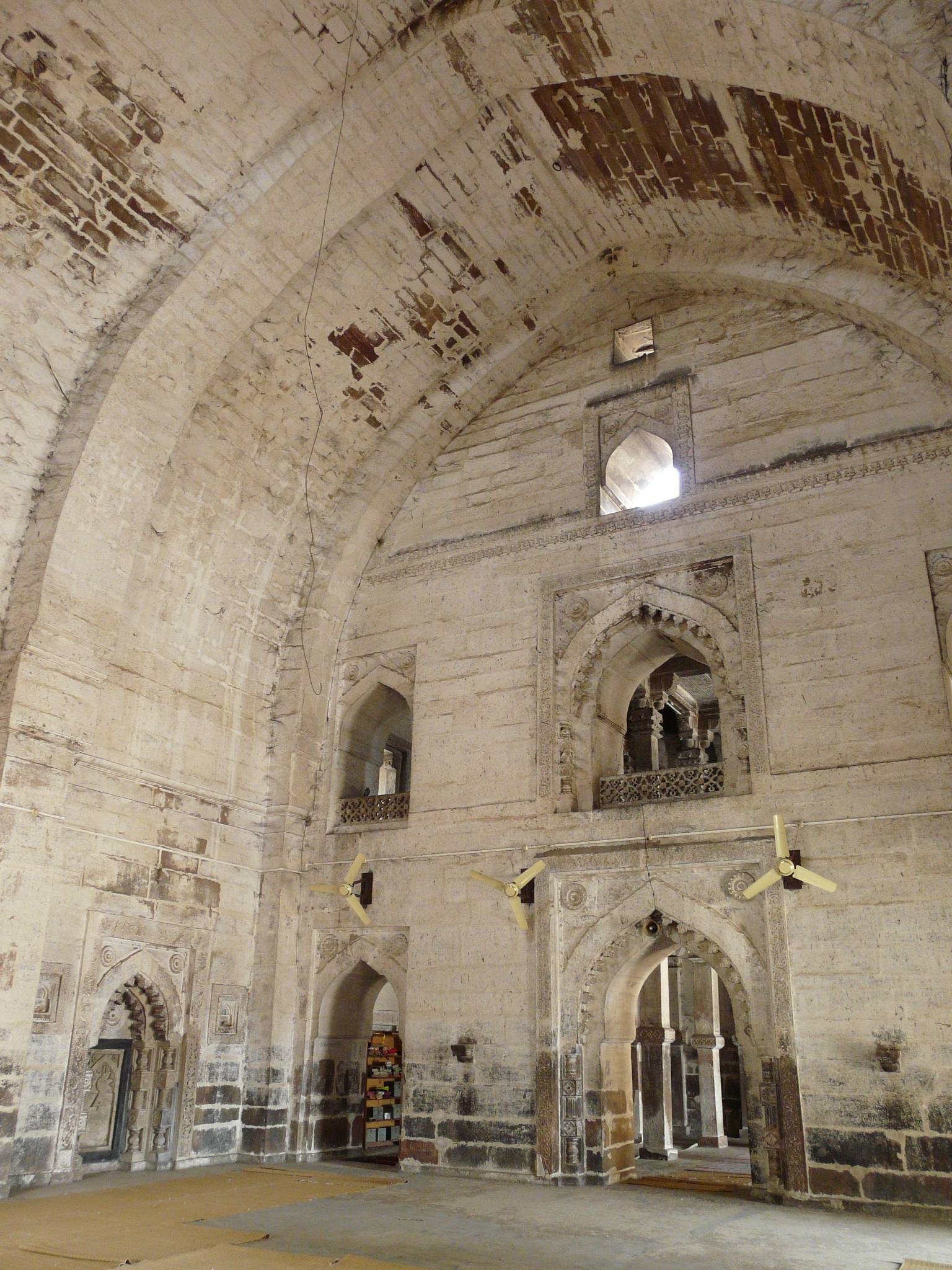
Südlicher Seitenraum mit kleiner Mihrab-Nische und Spitztonnengewölbe; der Durchgang im Erdgeschoss und die darüber befindliche Emporenöffnung gewähren den Blick in eine der seitlichen Pfeilerhallen.

Die Freitagsmoschee (Jama Masjid) in der nordindischen Stadt Jaunpur (heute Uttar Pradesh) gilt als eines der herausragenden Beispiele des Provinzialstiles der Indo-islamischen Architektur der Vormogulzeit.

## Geschichte
Die Stadt Jaunpur wurde um 1360 vom in Delhi regierenden Sultan Firuz Schah Tughluq (reg. 1351–1388) gegründet. Größere Bedeutung erlangte die Stadt jedoch erst unter den seit 1394 quasi unabhängig regierenden Herrschern des Sultanats von Jaunpur. Diese statteten innerhalb der 85 Jahre währenden Herrschaft der Sharqi-Dynastie die Stadt mit mehreren Moscheen aus, unter denen die um 1470 erbaute Freitagsmoschee die bedeutendste und flächenmäßig größte ist.

## Architektur

### Hof
Die Freitagsmoschee von Jaunpur zählt zum Typus der im mittel- und südasiatischen Raum weit verbreiteten Hofmoscheen – d. h., der weitaus größte Teil des auf allen vier Seiten eingefassten und durch drei überkuppelte Portalbauten zugänglichen Moscheebaus wird von einer quadratischen Hoffläche (sahn) mit etwa 64 m Seitenlänge und einem zentralen Brunnenbecken für die vom Koran (Sure 5,6) vor dem Gebet vorgeschriebene kleine Waschung (Wudū') eingenommen.

### Moschee
Der eigentliche Moscheebau mit seinen drei Mihrab-Nischen nimmt nur etwa 15 % der Gesamtfläche ein und ist nach Westen (Mekka) orientiert. Er ist optisch durch ein gewaltiges Eingangsportal (pischtak) mit seitlichen, an der Außenseite leicht geböschten Begleittürmen hervorgehoben, die nur wenig aus dem Gesamtbaukörper hervortreten und – wie auch der Mittelteil – in verschiedene Geschossebenen unterteilt und durch zahlreiche Nischen aufgelockert sind, die ihrerseits wiederum von Vielpassbögen überfangen werden. Die Hauptkuppel ist beim Betreten des Hofes nicht sichtbar, da sie vollständig vom alles dominierenden Pischtak verdeckt wird. Das Innere der Moschee ist gekennzeichnet durch drei große und zwei kleinere Räume – nur der mit einer steinernen Kanzel (minbar) für den Vorbeter (imam) ausgestattete Raum unmittelbar vor dem Hauptmihrab ist überkuppelt, die beiden seitlichen haben Spitztonnengewölbe; zwei dazwischen liegende Räume sind in Hindu-Manier als Pfeilerhallen gestaltet und flachgedeckt. Das etwa 4 m hohe Erdgeschoss des Hauptraums hat einen quadratischen Grundriss, der in der darüber befindlichen Geschossebene in ein Achteck überführt wird; das Untergeschoss der Kuppel hat einen 16-seitigen Grundriss, welcher in der Kuppel selbst in einen runden überführt wird.